# 袖珍女侍小梅
《袖珍女侍小梅》（日语：HAND MAID メイ），是2000年7月26日到同年9月27日WOWOW播放的电视动画，共11集，DVD-Video全5卷。OVA《袖珍女侍小舞》是其續篇。

## 主要登场人物

### 主要角色
早乙女和也（日語配音：山口隆行；英語配音：Steve Cannon）
1981年10月18日出生，御茶水工業大學電子工學院應用電子學系學生，住在出租公寓「霞莊」。因被其損友南原耕太郎慫恿而誤購「生化娃娃」（Cyber Doll，簡稱「CBD」，女性機器人）小梅，與小梅日久生情。
霞 （日語配音：高橋美佳子；英語配音：Michelle Ruff）
御茶水工業大學學生，霞莊經營者的女兒，小名「小霞」，也是霞莊的看板娘。她的房間與和也的房間有一道鋁梯相通兩邊的窗戶，她常爬鋁梯進和也的房間。由於長期與和也相處，她暗戀和也，但始終不敢向和也告白。她經常穿著吊帶背心與牛仔布迷你裙，即使被和也看到裙底風光也不以為意。
萌屬性：短髮、少女、僕娘。

### 生化娃娃
小梅（日語配音：山本麻里安；英語配音：Lia Sargent）
生化娃娃，型號為「G-99(D)-JPS」，因被和也誤購而與和也同居，穿著女僕服服侍和也，與和也日久生情。初登場時的大小僅有真人的六分之一。在劇情中段被莎拉收回，送交生化娃娃公司保留記憶，改以等身大的大小重返和也家。她的手具有家電遙控器的功能，她的背後有USB連接線可連接個人電腦。
她是DVD-Video各卷的唯一封面人物，第1、3、4卷封面有她以三種不同姿勢露出裙底風光的樣子，第2卷封面有她更衣時正面露出胸罩與內褲的樣子。
萌屬性：長髮、少女、女僕服、天然呆。
小惠（日語配音：南央美；英語配音：Jane Arden）
等身大的生化娃娃，型號為「Af-444LC-JPN」，特徵為長髮與眼鏡。她受生化娃娃公司之命收回小梅，但被小梅釋放的強烈電波攻擊而放棄收回小梅，在放棄收回小梅之後與和也同居。她具有相當於IQ 50,000的智力，在進行資料檢索時會表情呆滯。她隨身攜帶的小說《初戀》其實是一台高性能電腦。
萌屬性：長髮、熟女、眼鏡娘。
蕾娜（日語配音：釘宮理惠；英語配音：Reba West）
等身大的生化娃娃，型號為「Cf-3357L-JPA」，特徵為短髮、蘿莉體型與粉紅色護士服。她受生化娃娃公司之命收回小梅，但被小梅釋放的強烈電波攻擊而放棄收回小梅。她的手指可操控交通號誌，她大哭時會釋放超高頻率的音波。
萌屬性：短髮、蘿莉、護士服。
莎拉（日語配音：氷上恭子；英語配音：Wendee Lee）
等身大的生化娃娃，型號為「Af-77LC-CHN」，特徵為關西腔。她受生化娃娃公司之命收回小梅，為了監視小梅而與耕太郎共同行動。她被小梅釋放的強烈電波攻擊後，決定成全小梅，將小梅送回生化娃娃公司保留記憶，讓小梅改以等身大的大小重返和也家。隨著對和也的了解越來越多，她暗戀和也，但始終不敢向和也告白。她的手掌具有電話功能，只要握拳後伸出拇指與小指即可通話。
萌屬性：短髮、熟女、關西腔。
麻美（日語配音：井上喜久子；英語配音：Dorothy Melendrez）
等身大的生化娃娃，型號為「Af-863LD-USNY」，特徵為穿著振袖圍裙，擅長做家事，講話會夾雜日語與英語，口頭禪為「哎呀呀」。

### 御茶水工業大學的學生
南原耕太郎（日語配音：上田祐司；英語配音：Bob Marx）
御茶水工業大學學生，和也的損友。他自幼即嫉妒很受歡迎的和也，故經常陷害和也。
大門大（日語配音：小西克幸）
御茶水工業大學學生，和也的同學。
田所田（日語配音：桑原利晃）
御茶水工業大學學生，和也的同學。
光明寺光（日語配音：菊地祥子）
御茶水工業大學學生，小霞的同學。

### 主要角色家族關係者
谷千草（日語配音：荒木香惠；英語配音：Lynn Fischer）
「霞莊」經營者，是小霞的母親。
早乙女葵（日語配音：百百麻子）
和也的姊姊。
早乙女綠（日語配音：水樹洵）
和也的妹妹。
Cyber-X（日語配音：三木真一郎；英語配音：Sam Strong）
生化娃娃公司的生化娃娃開發者，真實身分是和也的子孫，姓名為早乙女卓也。
Command-Z（日語配音：神奈延年；英語配音：John Holmes）
生化娃娃公司社長，真實身分是耕太郎的子孫，姓名為南原騰太郎，與耕太郎同樣是個怪人。

### 主要角色身邊的好友們
花枝小弟（日語配音：安田美和；英語配音：Ian Hawk）
和也製作的烏賊型機器人，興奮時會吐出墨汁。牠是蕾娜的好朋友。
神真人（日語配音：水樹洵；英語配音：Mona Marshall）
少年棒球隊隊員。
神美雪（日語配音：小暮英麻；英語配音：Sandy Fox）
真人的妹妹。

### 其他角色
如月（日語配音：くわはら利晃）
「霞莊」201號房房客，是一個喜歡cosplay的蘿莉控。
宗方吟（日語配音：神奈延年；英語配音：Lex Lang）
劇中的大河劇《愛のつむじ風》男主角山崎金太郎的演員。
龍崎直美（日語配音：小暮英麻）
劇中的大河劇《愛のつむじ風》女主角六條院美香的演員。
山田突進太（日語配音：谷山紀章）
劇中的大河劇《愛のつむじ風》男配角Versailles Juliano的演員。

## 制作人員
- 监督：木村真一郎
- 原案：六月十三
- 企画：川村明廣
- 企画原案：WonderFarm
- 系列構成：松井一樹
- 人物設定：平田雄三
- 色彩設計：鈴木順子、關根榮子
- 美術監督：片野坂悟一
- 攝影監督：長岡義孝
- 音響監督：田中一也
- 編集：辺見俊夫
- 音樂：增田俊郎
- 动画制作：TNK
- 製作：Pioneer、Pioneer LDC、Pioneer Entertainment (USA) L.P.

## 歌曲
片頭曲：〈Jump〜緊緊抱住小梅〉（JUMP〜メイっぱい抱きしめて）
作詞、作曲：大八木弘雄；編曲：大八木弘雄、大久保薰；主唱：P-chicks（小林美香、瀧上夕佳、豐岡真澄）
片尾曲：〈真正的心情〉（ほんとの気持ち）
作詞：；作曲、編曲：增田俊郎；主唱：高橋美佳子

## 外部連結
- HAND MAID NETWORK（页面存档备份，存于）（《袖珍女侍小梅》官方網站）（日語）
- 袖珍女侍小梅（動畫）在動畫新聞網百科全書中的資料（英文）
- 互联网电影数据库（IMDb）上《袖珍女侍小梅》的资料（英文）